# Liste d'arachnides endémiques de France
Une espèce biologique est dite endémique d'une zone géographique lorsqu'elle n'existe que dans cette zone à l'état spontané.
Cet article liste les espèces d'arachnides endémiques de France : départements métropolitains (dont la Corse), départements d'outre-mer (Guadeloupe, Martinique, Guyane et Réunion) et collectivités d'outre-mer à statut proche du statut départemental (Saint-Pierre-et-Miquelon, Mayotte, Saint-Martin et Saint-Barthélemy), mais n'inclut pas les anciens territoires d'outre-mer de Wallis-et-Futuna (collectivité territoriale), de la Polynésie française et de la Nouvelle-Calédonie (pays d'outre-mer) et des îles Éparses, de l'île de Clipperton et des Terres australes et antarctiques françaises (districts d'outre-mer).
Les espèces éteintes sont prises en considération si elles ont été observées vivantes après 1500.

## Acariens

### Phytoséiidés
- Chalaseius arnei

## Palpigrades

### Eukoenéniidés
- Eukoenenia pyrenaella (Pyrénées)
- Eukoenenia pyrenaica (Pyrénées)

## Opilions

### Phalangodidés
- Scotolemon terricola (Corse)

## Araignées

### Agélénidés
- Tegenaria antrorum
- Tegenaria nervosa
- Tegenaria oribata
- Tegenaria soriculata (Corse)

### Aranéidés
- Alpaida elegantula (Martinique)
- Alpaida erythrothorax (Guyane)
- Alpaida sulphurea (Guyane)
- Araneus appendiculatus (Guyane)
- Eustacesia albonotata (Guyane)
- Eustala albicans (Guyane)
- Hypognatha saut (Guyane ; décrite en 1996)
- Matepeira brunneiceps (Guyane)
- Nuctenea corticalis (= Araneus corticaloides) (Corse)
- Verrucosa septemmammata (Guyane)

### Gnaphosidés
- Zelotes mutabilis (Corse)

### Leptonétidés
- Leptoneta alpica
- Leptoneta cavalairensis
- Leptoneta ciaisensis
- Leptoneta corsica (Corse)
- Leptoneta lantosquensis

### Linyphiidés
- Entelecara cacuminum
- Entelecara turbinata
- Palliduphantes cebennicus

### Lycosidés
- Alopecosa laciniosa
- Pardosa vlijmi
- Pyrenecosa pyrenaea

### Némésiidés
- Mygale brune de Corse (Nemesia corsica) (Corse)

### Néphilidés
- Nephilengys hirta (Guyane)

### Salticidés
- Menemerus schutzae
- Neon muticus (Corse)
- Pellenes canosus
- Salticus truncatus
- Sitticus striatus

### Theraphosidae(mygales)
- Avicularia holmbergi (Guyane)
- Avicularia versicolor (Guadeloupe et Martinique)
- Ephebopus cyanognathus (Guyane ; décrite en 2000)
- Ephebopus rufescens (Guyane ; décrite en 2000)
- Hapalopus guianensis (Guyane)
- Holothele sulfurensis (La Soufrière, Guadeloupe ; décrite en 2005) [1].
- Neostenotarsus scissistylus (Guyane ; décrite en 2002)
- Tapinauchenius gigas (Guyane)
- Tapinauchenius purpureus (Guyane ; décrite en 1995)

### Théridiidés
- Dipoena latifrons
- Dipoena praecelsa
- Dipoena sericata
- Episinus albescens
- Robertus mazaurici
- Theonoe formivora
- Theridion glaucinum
- Theridion pinicola (Corse)

### Thomisidés
- Misumena bicolor (Corse)
- Xysticus arenicola
- Xysticus corsicus (Corse)
- Xysticus ovatus